# Bitovo
Bitovo (macedónul: Битово) település Észak-Macedóniában, a Délnyugati körzet Makedonszki Brod-i járásában.

## Népesség
| Lakosok száma | 288  | 316  | 314  | 305  | 216  | 108  | 85   | 63   | 31   |
|               | 1948 | 1953 | 1961 | 1971 | 1981 | 1991 | 1994 | 2002 | 2021 |

2002-ben 63 lakosa volt, akik mindannyian macedónok.